# Joseph Paul Franklin
Joseph Paul Franklin (13. dubna 1950 – 20. listopadu 2013) byl americký sériový vrah a neonacista, který v letech 1977 až 1980 spáchal řadu vražd. Ve svých vražedných útocích se zaměřoval zejména na mezirasové páry.

## Životopis
Byl členem National Socialist White People's Party a Ku Klux Klanu, ale výrazně se politicky neangažoval[zdroj⁠?!]. Cestoval po východním pobřeží. Zatčen byl roku 1980 a odsouzen k několika trestům doživotí i smrti. Přiznal se i k pokusu o vraždu pornografického vydavatele Larryho Flynta, kterého se pokusil zabít za šíření mezirasové pornografie. Sám Flynt Franklinovi věřil, ale jiné důkazy mimo Franklinova tvrzení pro jeho podíl na atentátu nejsou. Stejně tak se hlásí k pokusu o atentát na černošského aktivistu Vernona Jordana, ale též za něj nebyl nikdy odsouzen.
Počet vražd a pokusů o ně, které spáchal, není jasný. K některým se přiznal, ačkoliv existuje pochybnost, že je spáchal, z jiných byl viněn, ale nepodařilo se mu je prokázat. Své výpovědi navíc často měnil.
Franklin byl navzdory svému velmi špatnému zraku velice přesný a schopný odstřelovač. Byl popraven smrtící injekcí ve věznici v Bonne Terre ve státě Missouri 20. listopadu 2013.
William Luther Pierce napsal do věnování své knihy Lovec: Věnováno Josephu Paulu Franklinovi, osamělému lovci, který chápal svou povinnost bílého muže a udělal dle svých nejlepších schopností a bez ohledu na osobní následky to, co zodpovědný syn své rasy udělat musí.

## Joseph Paul Franklin v kultuře
- Norská aggrotech kapela Combichrist jmenuje ve své písni „God Bless“ (česky „Bůh žehnej“) celou řadu sériových vrahů a teroristů, mezi nimi je i Joseph Paul Franklin.[1][2]